# Måkesteinen
Måkesteinen est une île norvégienne du comté de Hordaland appartenant administrativement à Bømlo.

## Description
Rocheuse et désertique, elle s'étend sur environ 287 m de longueur pour une largeur approximative de 278 m. 